# Tỉnh Suruga
Suruga (駿河国 (Tuấn Hà Quốc); -no kuni) là một tỉnh thời phong kiến ở vùng ngày nay là phía Đông tỉnh Shizuoka. Suruga tiếp giáp với các tỉnh Izu, Kai, Sagami, Shinano, và Tōtōmi; và Thái Bình Dương qua vịnh Suruga.
Thủ phủ cũ nằm ở gần thành phố Shizuoka ngày nay, là một trong những thị trấn quan trọng nhát thời phong kiến. Tỉnh này do nhà Imagawa cai trị trong phần lớn thời kỳ Sengoku. Sau khi Imagawa Yoshimoto bị Oda Nobunaga đánh bại, nhà Imagawa bị tiêu diệt và tỉnh này bị Takeda Shingen chiếm. Ngược lại, Tokugawa Ieyasu coi tỉnh này là một trong các đồng minh của mình.
Các lãnh địa vào thời Edo nằm ở Suruga gồm có Tanaka, Numazu, và Ojima.